# Saison 1996-1997 du FC Nantes Atlantique
Chronologie
Saison précédente Saison suivante
La saison 1996-1997 du FC Nantes Atlantique est la 54e saison de l'histoire du club nantais. Le club est engagé dans quatre compétitions : la Division 1 (34e participation), la Coupe de France (54e participation), la Coupe de la Ligue ((3e participation) et la Coupe Intertoto (1re participation).
La saison 1996-1997 du FC Nantes Atlantique est la 34e saison d'affilée du club en Division 1.
Pour la dernière saison de Jean-Claude Suaudeau sur le banc, le FC Nantes s'incline en demi-finale de coupe Intertoto et termine 3e du championnat, avec 64 points (16 victoires, 16 nuls, 6 défaites).

## Résumé de la saison
De nombreux cadres de l'équipe 1995-1996 quittent le navire en plus de quelques joueurs remplaçants (Cauet, Kosecki, Ouédec, Pedros et Renou). Les recrues sont encore une fois discrètes, sinon de seconde zone : l'attaquant marseillais Nenad Bjekovic Jr., le milieu lorientais Christophe Le Roux le jeune attaquant argentin Javier Mazzoni, d'Independiente et l'attaquant tunisien Adel Sellimi (Club africain). Le début de saison est catastrophique avec dix matches sans victoire à l'entame du championnat. Le public furieux se retourne contre la direction du club et le recrutement de Robert Budzynski. Le réveil a pourtant enfin lieu le 5 octobre contre Nice. Les Canaris signent un carton (7-0) avec sept buteurs différents.
Dès lors, la tendance s'inverse et le FCNA demeure invaincu pendant 30 journées (à deux matches du record de 1995), Japhet N'Doram inscrit 21 buts, juste derrière le meilleur buteur du championnat Stéphane Guivarc'h (22 buts). Nantes manque une nouvelle qualification en Ligue des champions : lors de la dernière journée les Canaris sont battus à Monaco (2-1) au cours d'un match épique. A trois minutes de la fin du match, Le Roux se voit refuser un but qui aurait offert aux nantais la seconde place qualificative pour la Ligue des Champions pour un hors-jeu inexistant. Monaco inscrira un second but alors que Landreau était monté pour l'ultime corner et c'est le PSG qui terminera à la seconde place. Cette saison se termine toutefois par une qualification en coupe UEFA.
Autre satisfaction, l'émergence du jeune Mickaël Landreau (17 ans). Contre Bastia, à l'automne, alors que Nantes est au plus mal, pour sa première titularisation (sur blessure de Casagrande et Loussouarn), il permet de conserver un score nul (0-0) en arrêtant un penalty de Lubomir Moravcik. Rassurant et travailleur, il est maintenu dans les buts par Suaudeau tout le reste de la saison. Par ailleurs, ébranlé par le début de saison, le président Guy Scherrer démissionne le 30 octobre 1996, remplacé par Jean-René Toumelin.
Une page se tourne après la fin de saison. En pleine préparation et à une semaine du début du nouveau championnat, Jean-Claude Suaudeau, une nouvelle fois confronté au départ de plusieurs cadres (Japhet N'Doram, Claude Makelele et Christophe Pignol) décide de passer la main. Raynald Denoueix, directeur du centre de formation destiné à lui succéder (et préparé à cela depuis 1995), et finaliste de la coupe Gambardella avec les jeunes en 1996, lui succède. Suaudeau demeure au club pour une ultime saison afin de faciliter la transition et de participer à la supervision de l'entraînement.

## Effectif et encadrement

### Tableau des transferts
| Nom                 | Nationalité    | Poste     | Modalités | Provenance/Destination    | Division                     |
| ------------------- | -------------- | --------- | --------- | ------------------------- | ---------------------------- |
| Arrivées            |                |           |           |                           |                              |
| Mickaël Landreau    | France         | Gardien   |           | FC Nantes Atlantique rés. | National 2 - D (D4)          |
| Éric Carrière       | France         | Milieu    |           | FC Nantes Atlantique rés. | National 2 - D (D4)          |
| Christophe Le Roux  | France         | Milieu    |           | FC 56 Lorient             | Division 2 (D2)              |
| Mehdi Leroy         | France         | Milieu    |           | FC Nantes Atlantique rés. | National 2 - D (D4)          |
| Olivier Monterrubio | France         | Milieu    |           | FC Nantes Atlantique rés. | National 2 - D (D4)          |
| Nenad Bjeković      | RF Yougoslavie | Attaquant |           | Olympique de Marseille    | Division 2 (D2)              |
| Javier Mazzoni      | Argentine      | Attaquant |           | CA Independiente          | Primera División (D1)        |
| Adel Sellimi        | Tunisie        | Attaquant |           | Club africain             | Ligue Professionnelle 1 (D1) |
| Alioune Touré       | France         | Attaquant |           | FC Nantes Atlantique rés. | National 2 - D (D4)          |
| Départs             |                |           |           |                           |                              |
| David Marraud       | France         | Gardien   |           | Perpignan FC              | Division 2 (D2)              |
| Yves Deroff         | France         | Défenseur |           | FC Nantes Atlantique rés. | National 2 - C (D4)          |
| Mickaël Garciau     | France         | Défenseur |           | FC Nantes Atlantique rés. | National 2 - C (D4)          |
| Ludovic Mary        | France         | Défenseur |           | FC Nantes Atlantique rés. | National 2 - C (D4)          |
| Benoit Cauet        | France         | Milieu    |           | Paris SG                  | Division 1 (D1)              |
| David Garcion       | France         | Milieu    |           | Lille OSC                 | Division 1 (D1)              |
| Fabrice Lemasson    | France         | Milieu    |           | FC Nantes Atlantique rés. | National 2 - C (D4)          |
| Sébastien Le Paih   | France         | Milieu    |           | Le Mans UC 72             | Division 2 (D2)              |
| Reynald Pedros      | France         | Milieu    |           | Olympique de Marseille    | Division 1 (D1)              |
| Sébastien Piocelle  | France         | Milieu    |           | FC Nantes Atlantique rés. | National 2 - C (D4)          |
| Roman Kosecki       | France         | Attaquant |           | Montpellier HSC           | Division 1 (D1)              |
| Nicolas Ouédec      | France         | Attaquant |           | RCD Españyol de Barcelone | Primera División (D1)        |
| Laurent Peyrelade   | France         | Attaquant |           | Le Mans UC 72             | Division 2 (D2)              |

| Nom          | Nationalité | Poste     | Modalités   | Provenance/Destination | Division        |
| ------------ | ----------- | --------- | ----------- | ---------------------- | --------------- |
| Départs      |             |           |             |                        |                 |
| Franck Renou | France      | Attaquant | (septembre) | Lille OSC              | Division 1 (D1) |

## Compétitions officielles

### Division 1
| Date                      | Journée | TV                 | Adversaire               | Lieu | Score | Buteurs du FCNA                                                                                 | Class. | Affluence |
| ------------------------- | ------- | ------------------ | ------------------------ | ---- | ----- | ----------------------------------------------------------------------------------------------- | ------ | --------- |
| Samedi 10 août 1996       | J01     | -                  | AS Monaco FC             | Dom. | 1 - 3 | Savinaud 60e                                                                                    | 17     | 16.777    |
| Vendredi 16 août 1996     | J02     | -                  | AS Cannes                | Ext. | 1 - 1 | Da Rocha 86e                                                                                    | 16     | 7.000     |
| Samedi 24 août 1996       | J03     | -                  | RC Lens                  | Dom. | 0 - 1 | -                                                                                               | 17     | 17.645    |
| Mercredi 28 août 1996     | J04     | -                  | Paris Saint-Germain FC   | Ext. | 0 - 1 | -                                                                                               | 19     | 33.809    |
| Lundi 2 septembre 1996    | J05     | Canal+             | Olympique lyonnais       | Dom. | 2 - 2 | N'Doram 43e 88e                                                                                 | 17     | 9.601     |
| Vendredi 6 septembre 1996 | J06     | -                  | Le Havre AC              | Ext. | 1 - 3 | Guyot 35e                                                                                       | 18     | 10.074    |
| Samedi 14 septembre 1996  | J07     | -                  | FC Metz                  | Dom. | 0 - 1 | -                                                                                               | 18     | 10.000    |
| Jeudi 19 septembre 1996   | J08     | Canal+             | AJ Auxerre               | Ext. | 2 - 2 | N'Doram 30e 43e                                                                                 | 18     | 6.000     |
| Samedi 28 septembre 1996  | J09     | -                  | Stade rennais FC         | Dom. | 3 - 3 | Mazzoni 19e, Savinaud 65e, Da Rocha 90e                                                         | 18     | 15.010    |
| Mercredi 2 octobre 1996   | J10     | -                  | SC Bastia                | Ext. | 0 - 0 | -                                                                                               | 18     | 5.000     |
| Samedi 5 octobre 1996     | J11     | -                  | OGC Nice                 | Dom. | 7 - 0 | Gourvennec 14e, N'Doram 16e, Decroix 40e, Da Rocha 52e, Carotti 59e, Bjekovic 69e, Makélélé 79e | 17     | 12.000    |
| Samedi 12 octobre 1996    | J12     | -                  | Lille OSC                | Ext. | 3 - 3 | N'Doram 7e (pen.), Gourvennec 51e, Decroix 87e                                                  | 17     | 10.400    |
| Samedi 19 octobre 1996    | J13     | -                  | FC Girondins de Bordeaux | Dom. | 3 - 1 | Le Roux 12e, N'Doram 45e, Gourvennec 57e                                                        | 16     | 21.316    |
| Vendredi 25 octobre 1996  | J14     | -                  | Olympique de Marseille   | Ext. | 1 - 0 | Da Rocha 86e                                                                                    | 16     | 19.000    |
| Samedi 2 novembre 1996    | J15     | -                  | RC Strasbourg            | Dom. | 3 - 0 | Gourvennec 6e (pen.)                                                                            | 13     | 24.835    |
| Mercredi 6 novembre 1996  | J16     | -                  | SM Caen                  | Ext. | 0 - 0 | -                                                                                               | 14     | 16.478    |
| Mardi 12 novembre 1996    | J17     | Canal+             | AS Nancy-Lorraine        | Dom. | 2 - 0 | Da Rocha 32e, N'Doram 70e                                                                       | 11     | 8.365     |
| Samedi 16 novembre 1996   | J18     | -                  | EA Guingamp              | Dom. | 1 - 1 | Gourvennec 17e                                                                                  | 13     | 21.706    |
| Samedi 23 novembre 1996   | J19     | -                  | Montpellier HSC          | Ext. | 2 - 2 | Ferri 21e, N'Doram 57e (pen.)                                                                   | 13     | 9.035     |
| Vendredi 29 novembre 1996 | J20     | -                  | AS Cannes                | Dom. | 5 - 1 | N'Doram 30e 50e 88e, Makélélé 39e, Gourvennec 83e                                               | 10     | 12.737    |
| Vendredi 6 décembre 1996  | J21     | Canal+             | RC Lens                  | Ext. | 4 - 0 | N'Doram 7e, Makélélé 39e, Gourvennec 68e, Pignol 72e                                            | 8      | 18.514    |
| Samedi 14 décembre 1996   | J22     | -                  | Paris Saint-Germain FC   | Dom. | 0 - 0 | -                                                                                               | 9      | 34.978    |
| Vendredi 20 décembre 1996 | J23     | -                  | Olympique lyonnais       | Ext. | 1 - 0 | Le Roux 87e                                                                                     | 8      | 20.000    |
| Samedi 25 janvier 1997    | J24     | -                  | Le Havre AC              | Dom. | 1 - 1 | Chanelet 56e                                                                                    | 8      | 14.759    |
| Samedi 1er février 1997   | J25     | -                  | FC Metz                  | Ext. | 1 - 0 | Gourvennec 46e                                                                                  | 8      | 11.521    |
| Jeudi 13 février 1997     | J26     | Canal+             | AJ Auxerre               | Dom. | 0 - 0 | -                                                                                               | 7      | 21.427    |
| Vendredi 21 février 1997  | J27     | Canal+             | Stade rennais FC         | Ext. | 1 - 0 | Gourvennec 70e                                                                                  | 6      | 10.500    |
| Samedi 8 mars 1997        | J28     | -                  | SC Bastia                | Dom. | 3 - 0 | N'Doram 17e, Gourvennec 22e, Sellimi 52e                                                        | 6      | 27.000    |
| Vendredi 14 mars 1997     | J29     | -                  | OGC Nice                 | Ext. | 2 - 1 | N'Doram 2e, Da Rocha 77e                                                                        | 6      | 4.052     |
| Samedi 22 mars 1997       | J30     | -                  | Lille OSC                | Dom. | 1 - 0 | N'Doram 75e (pen.)                                                                              | 3      | 25.821    |
| Vendredi 25 mars 1997     | J31     | Canal+             | FC Girondins de Bordeaux | Ext. | 0 - 0 | -                                                                                               | 5      | 25.108    |
| Lundi 5 avril 1997        | J32     | -                  | Olympique de Marseille   | Dom. | 1 - 1 | N'Doram 22e                                                                                     | 4      | 36.697    |
| Mercredi 16 avril 1997    | J33     | -                  | RC Strasbourg            | Ext. | 1 - 0 | Le Roux 74e                                                                                     | 3      | 31.473    |
| Samedi 26 avril 1997      | J34     | -                  | SM Caen                  | Dom. | 1 - 1 | Gourvennec 80e (pen.)                                                                           | 3      | 31.093    |
| Mercredi 30 avril 1997    | J35     | -                  | AS Nancy-Lorraine        | Ext. | 3 - 1 | N'Doram 21e 28e (pen.)                                                                          | 3      | 11.279    |
| Samedi 3 mai 1997         | J36     | -                  | EA Guingamp              | Ext. | 0 - 0 | -                                                                                               | 3      | 11.000    |
| Samedi 17 mai 1997        | J37     | -                  | Montpellier HSC          | Dom. | 3 - 0 | Sellimi 5e, N'Doram 36e, Carotti 90e                                                            | 2      | 32.000    |
| Samedi 24 mai 1997        | J38     | Canal+ (multiplex) | AS Monaco FC             | Ext. | 1 - 2 | Makélélé 5e                                                                                     | 3      | 15.000    |

### Coupe de France
| Date                     | Tour            | Adversaire   | Niveau              | Lieu | Score      | Buteurs du FCNA | Affluence |
| ------------------------ | --------------- | ------------ | ------------------- | ---- | ---------- | --------------- | --------- |
| Vendredi 17 janvier 1997 | 1/32e de finale | ES Vitrolles | National 1 - B (D3) | Ext. | 1 - 2 a.p. | Sellimi 57e     | 1.500     |

### Coupe de la Ligue
| Date                      | Tour            | Adversaire          | Niveau | Lieu | Score                 | Buteurs du FCNA    | Affluence |
| ------------------------- | --------------- | ------------------- | ------ | ---- | --------------------- | ------------------ | --------- |
| Mercredi 11 décembre 1996 | 1/16e de finale | ASOA Valence        | D2     | Dom. | 2 - 1                 | Gourvennec 50e 88e | 7.000     |
| Dimanche 12 janvier 1997  | 1/8e de finale  | CS Louhans-Cuiseaux | D2     | Ext. | 0 - 0, 2-4 aux t.a.b. | -                  | 8.000     |

### Coupe Intertoto
| Date                   | Tour | Adversaire      | Niveau                 | Lieu | Score | Buteurs du FCNA                        | Affluence |
| ---------------------- | ---- | --------------- | ---------------------- | ---- | ----- | -------------------------------------- | --------- |
| Samedi 29 juin 1996    | J01  | FBK Kaunas      | A-Lyga (D1)            | Dom. | 3 - 1 | N'Doram 4e 60e, Gourvennec 65e         | 5.000     |
| Samedi 6 juillet 1996  | J02  | Sligo Rovers FC | League of Ireland (D1) | Ext. | 3 - 3 | Gourvennec 21e 71e (pen.), N'Doram 25e | 2.000     |
| Samedi 13 juillet 1996 | J03  | SC Heerenveen   | Eredivisie (D1)        | Dom. | 3 - 1 | Kosecki 8e, N'Doram 66e, Le Roux 78e   | 2.217     |
| Samedi 20 juillet 1996 | J04  | Lillestrøm SK   | Tippeligaen (D1)       | Ext. | 3 - 2 | N'Doram 42e 56e, Le Roux 54e           | 1.724     |

| Date                     | Tour       | Adversaire        | Niveau          | Lieu | Score | Buteurs du FCNA | Affluence |
| ------------------------ | ---------- | ----------------- | --------------- | ---- | ----- | --------------- | --------- |
| Dimanche 28 juillet 1996 | 1/2 finale | Standard de Liège | Division 1 (D1) | Ext. | 1 - 2 | Carotti 43e     | 3.000     |
| Mercredi 31 juillet 1996 | 1/2 finale | Standard de Liège | Division 1 (D1) | Dom. | 0 - 1 | -               | 9.000     |

## Statistiques

### Statistiques collectives
| Compétition       | Débute au tour   | Termine         | Matches joués | Gagnés | Nuls | Perdus | Buts pour | Buts contre | Différence |
| ----------------- | ---------------- | --------------- | ------------- | ------ | ---- | ------ | --------- | ----------- | ---------- |
| Division 1        | -                | 3e              | 38            | 16     | 16   | 6      | 61        | 32          | +29        |
| Coupe de France   | 1/32e de finale  | 1/32e de finale | 1             | 0      | 0    | 1      | 1         | 2           | -1         |
| Coupe de la Ligue | 1/16e de finale  | 1/8e de finale  | 2             | 1      | 0    | 1      | 2         | 1           | +1         |
| Coupe Intertoto   | Phase de groupes | 1/2 finale      | 6             | 3      | 1    | 2      | 13        | 10          | +3         |
| Total             | -                | -               | 47            | 20     | 17   | 10     | 77        | 45          | +32        |

## Affluences
L'affluence à domicile du FC Nantes Atlantique atteint un total :
- de 393 767 spectateurs en 19 rencontres de Division 1, soit une moyenne de 20 725/match.
- de 7 000 spectateurs en 1 rencontre de Coupe de la Ligue.
- de 16 217 spectateurs en 3 rencontres de Coupe Intertoto, soit une moyenne de 5 406/match.
- de 416 984 spectateurs en 23 rencontres toutes compétitions confondues, soit une moyenne de 18 130/match.

Affluence du FC Nantes Atlantique à domicile